# カサブタ (千綿ヒデノリの曲)
「カサブタ」は、2003年4月23日に発売された千綿ヒデノリのシングル。

## 概要
このシングルは、テレビアニメ『金色のガッシュベル!!』のオープニングテーマとなり、千綿個人としての最高記録のヒット作である。
2019年3月1日には、ソニー・ミュージックエンタテインメントのアニメソング人気投票キャンペーン「平成アニソン大賞」においてユーザー投票賞（2000年 - 2009年）に選出された。

## 収録曲
（全作詞・作曲：千綿偉功）
1. カサブタ
編曲：渡部チェル
『金色のガッシュベル!!』初代主題歌。2003年4月から2004年3月まで使用された。
1、5、149話では挿入歌として使用された。
2. あなたが傍にいるだけで
編曲：千綿偉功、伊藤可久
『金色のガッシュベル!!』内で挿入歌として流れたことがある。
3. カサブタ（Original Karaoke）
4. あなたが傍にいるだけで（Original Karaoke）

## カバー
- Afterglow［美竹蘭（佐倉綾音）］ - 2020年7月5日にゲーム『バンドリ! ガールズバンドパーティ!』に収録[2]。
- シェリン・バーガンディ - 『Prismatic Colors』（2020年10月28日）に収録[3]。